# Боротиљос, Боротиљо (Болањос)
Боротиљос, Боротиљо (шп. Borrotillos, Borotillo) насеље је у Мексику у савезној држави Халиско у општини Болањос. Насеље се налази на надморској висини од 1508 м.

## Становништво
Према подацима из 2010. године у насељу је живело 5 становника.

### Хронологија
| Година       | 2000 | 2005 | 2010 |
| ------------ | ---- | ---- | ---- |
| Становништво | 4    | 3    | 5    |

### Попис
| # | Индикатор                     | Вредност |
| - | ----------------------------- | -------- |
| 1 | Укупно домаћинстава           | 1        |
| 2 | Укупно насељених домаћинстава | 1        |
| 3 | Величина локације             | 1        |